# Université de Shippensburg
L'université de Shippensburg est une université publique à Shippensburg, en Pennsylvanie.